# Skipperkirken (Arnæs)
Skipperkirken (dansk) eller Schifferkirche (tysk) er en kirkebygning i småbyen Arnæs i det østlige Angel i Sydslesvig. 
Efter at Arnæs blev grundlagt i 1667, begyndte indbyggerne i 1674 at bygge kirken i byens sydvestlige ende på et voldsted fra en af Erik af Pommerns borge langs Slien (borgen Pølsmaj). Kirken blev opført i bindingsværk. Oprindelig skulle kirken have været bygget i mursten fra Gotland. Men efter at skibet med de gotlandske mursten forliste, besluttede arnæs-boerne at bygge kirken i bindingsværk. I 1773 blev kirkemurene muret op i teglsten, kun nordmuren står stadig uforandret tilbage i bindingsværk. Klokkestablen og våbenhuset kom til i 1825. I 1842 blev kirken omfattende restaureret og den østlige empore kom til. 
Kirkens ældste inventar er renæssanceprædikestolen fra 1573. Ifølge sagnet stammer prædikestolen fra en af kirkerne fra den i 1634 oversvømmede ø Strand. En af fiskerne fra Arnæs skal have bragt prædikestolen fra vestkysten til sin hjemby Arnæs. Alterbilledet viser Jesus og disciplene i båden i stormvejr.
Den pokalformede træ-døbefont i barokstil og krucifikset er begge fra 1600-tallet. Kirkens kirkeskibe (votivskibe) er skænket af byens skippere, på det ene af kirkeskibene vajer Dannebrog. Kirkegårdens gravstene viser flere skibe og minder dermed om byens fortid som søfartsby. 
Kirkebygningen hører under den nordtyske lutherske landskirke, men også den lokale danske menighed holder med mellemrum danske gudstjenester i Skipperkirken.

## Billeder
- Nordmuren i bindingsværk
- Kirkens indre
- Trædøbefont i barokstil
- Alteret med knæfald
- Kirkegården og kirken ligger tæt ved Slien